# Zephyr OS
Zephyr® OS es un sistema operativo en tiempo real (RTOS) escalable de código abierto que admite múltiples arquitecturas de hardware, incluidas ARC, ARM, RISC-V y X86. Zephyr OS es un RTOS probado que se utiliza en productos electrónicos actuales.
Zephyr OS es modular y admite múltiples arquitecturas, los desarrolladores pueden adaptar fácilmente una solución óptima para satisfacer sus necesidades. Zephyr OS se utiliza en un amplio espectro de aplicaciones, desde simples sensores conectados hasta complejos sistemas de borde (edge systems).
Como proyecto de código abierto, la comunidad contribuye a la evolución de Zephyr agregando soporte para nuevo hardware, herramientas de desarrollo, sensores y controladores de dispositivos. Se implementan fácilmente mejoras en seguridad, capacidades de administración de dispositivos, pilas de conectividad y sistemas de archivos.

## Introducción
El Proyecto Zephyr es un sistema operativo en tiempo real (RTOS) de código abierto y escalable que admite múltiples arquitecturas de hardware, optimizado para dispositivos con recursos limitados y creado teniendo en cuenta la seguridad. La mayor parte de la documentación del proyecto Zephyr se publica en http://docs.zephyrproject.org.
Zephyr es desarrollado sobre estas premisas:
- Comprensible
- Ligero
- Kernel & servicios de soporte
- Ajuste a sistemas donde Linux es muy grande
- Inherentemente portable y seguro
- Altamente conectado
- Bluetooth 5.0 & BLE
- Wi-Fi, Ethernet, CANbus.
- USB & USB-C
- Desarrollo amigable
- Registro, seguimiento, debugging y con consola integrada
- Soporte para Windows/Linux/macOS.

Logo oficial de Zephyr OS.

Además de esto, también soporta los siguientes protocolos IoT: CoAP, LwM2M, MQTT, OpenThread, …

### Visión
Ha sido creado teniendo en cuenta la seguridad y la protección, la visión de Zephyr es ser el mejor ecosistema RTOS de código abierto de su clase para dispositivos conectados y con recursos limitados al reunir un conjunto diverso de proveedores de silicio, proveedores de herramientas de desarrollo, OEM, ODM e ISV.

### Productos con Zephyr OS
- Proglove
- Ruuvi Tag
- PHYTEC Distancer
- Keeb.io BDN9
- Hati-ACE
- Oticon More
- Adhoc Smart Waste
- GNARBOX 2.0 SSD...